# アンドリュー・マーティンズ
アンドリュー・マーティンズ（Andrew Mehrtens, MNZM, 1973年4月28日 - ）は、ニュージーランドのラグビー選手。ポジションはファースト・ファイブ・エイス。
日本語では「マーティンズ」と発音されるが、英語では「ムートンズ」と発音される。

## 来歴
南アフリカ共和国ダーバン生まれ。幼少期にニュージーランドへ戻りクライストチャーチで育つ。クライストチャーチの名門クライストチャーチ・ボーイズハイスクール卒業。U-19ラグビーニュージーランド代表、U-21ラグビーニュージーランド代表に選ばれる。祖父のジョージもオールブラックスメンバー、父のテリーはU-23ラグビーニュージーランド代表である。
1993年から2004年までNPCカンタベリーに所属。1996年から2005年までスーパー14クルセイダーズに所属。1995年から2004年までラグビーニュージーランド代表（オールブラックス）に選出され70キャップ、967得点。クルセイダーズで5度の優勝、カンタベリーで3度の優勝を経験する。
2005年シーズンからイングランドプレミアシップハーレクインズへ移籍する。
ラグビー界への貢献により、2006年にニュージーランド・メリット勲章を授与されている。
2007年シーズンからフランスプロD2（2部リーグ）トゥーロンに所属。2009年シーズンからラシン・メトロ92所属。
元オールブラックスのジャスティン・マーシャルとは公私共に仲が良い。